# Јарослав Сајферт
Јарослав Сајферт (чеш. Jaroslav Seifert; Жижков, 23. септембар 1901 — Праг, 10. јануар 1986), био је чешки писац, песник и новинар, рођен у тадашњој Чехословачкој. Добитник је Нобелове награде за књижевност.
Рођен је у Жишкову, предграђу Прага које је тада било у саставу Аустроугарске. Прву збирку песама је објавио 1921. године. Био је члан Комунистичке партије, радник у комунистичкој издавачкој кући и уредник бројних комунистичких новина и магазина — Rovnost, Srsatec и Reflektor.
Током 1920-их сматран је водећим представником чехословачке авангарде. Био је један од оснивача часописа Devětsil.
У марту 1929. године, заједно са шесторицом других значајних комунистичких писаца, избачен је из Комунистичке партије, јер је био против бољшевичких тенденција у новом вођству Чехословачке комунистичке партије.
Током 1930-их и 1940-их радио је као новинар у једном социјалдемократском листу.
Сајферт је 1949. године напустио новинарство и потпуно се посветио књижевности. Његова поезија је награђивана значајним државним наградама. Неколико година је био на челу Чехословачког удружења писаца.
Године 1977. био је један од потписника Уговора 77 у којем је изражен отпор према репресивном режиму тога времена.
Сајферт је 1984. године добио Нобелову награду за књижевност. Због лошег здравља није био у могућности да присуствује церемонији доделе награде, па је у његово име Нобелову награду примила његова кћерка (неки извори кажу да му влада није дозволила да прими награду). Иако је то било од изузетне важности, награда је у државним медијима кратко прокоментарисана. Умро је 1986. године и сахрањен је на општинском гробљу у Карлупу на Влтави. На његовој сахрани је било велико присуство тајне полиције, која је настојала да сузбије било какав наговештај одступања од комунистичке идеологије међу ожалошћенима.